# 王鈍
王鈍（？—？），字士魯，號野庄，河南行省汴梁路太康縣（今河南省太康縣）人，元朝進士，明朝戶部尚書。
元朝至元二十六年，中進士，任猗氏縣尹。洪武年間，征任禮部主事，歷任福建參政。洪武二十三年，升任浙江左布政使，以勤勉著稱。建文年間，拜為戶部尚書。朱棣攻入南京后，逃城北被逮捕，朱棣下詔仍恢復其職。之後與張紞同時被罷免。后命與工部尚書嚴震直分別巡視山西、河南、陝西、山東等地。永樂二年，賜敕以布政使致仕。
其子王瀹为永樂四年进士，官至户部左侍郎。